# Museum Kula

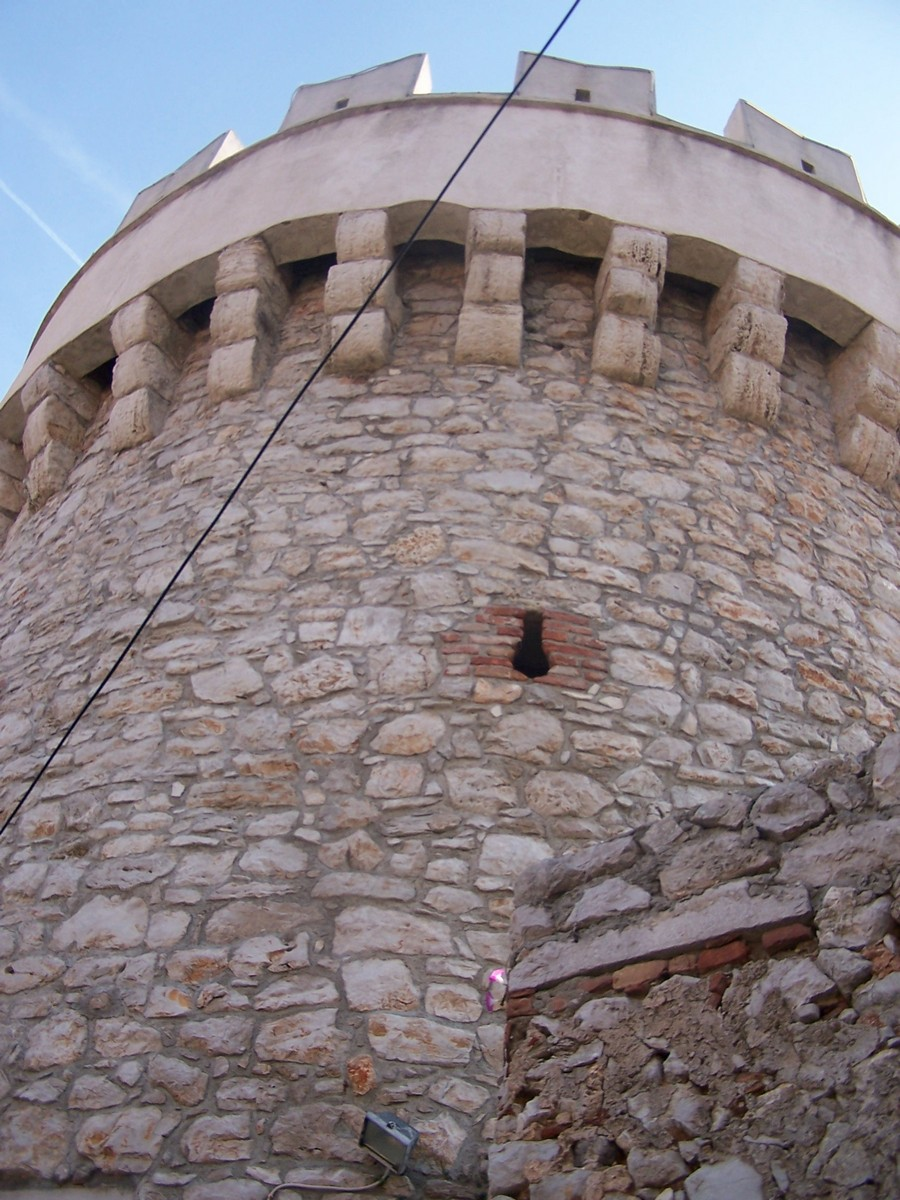
Turm „Kula“ in Veli Lošinj

Das Museum Kula, kroatisch Muzejski prostor Kula (englisch: Museum The Tower oder The Tower museum-gallery Veli Lošinj) im kroatischen Veli Lošinj ist nach einem Turm aus dem 15. Jahrhundert benannt. Es wurde im Jahr 2001 dort eingerichtet und ist Teil des Lošinj Museum. Es enthält neben einer Dauerausstellung wechselnde Ausstellungen von bedeutenden kroatischen und internationalen Künstlern.

## Zur Geschichte des Wehrturms „Kula“
Die Republik Venedig hatte Dalmatien im Jahr 1409 dem kroatisch-ungarischen König Ladislaus von Neapel für 100.000 Golddukaten abgekauft. Damit begann die zweite Herrschaftszeit Venedigs über die Inselgruppe Cres und Lošinj. Im Zuge des Aufbaus von Verteidigungsanlagen wurde zum Schutz von Lošinj und der Meeresgebiete Lošinj und Cres ein freistehender Turm errichtet, der laut einer Inschrift im Jahr 1455 fertiggestellt wurde. Dabei handelt es sich um einen typischen Renaissance-Turm mit dicken Mauern, relativ niedrig gebaut zum Schutz vor Kanonenfeuer und mit dem oberen Teil der Mauern nach außen geneigt, so dass Angreifer leicht geschlagen werden konnten. Die Brustwehr der Turmkrone wurde im Lauf der Zeit am stärksten verändert. 
Der Turm diente zum Schutz auch vor Angriffen von osmanischer Seite und von Uskoken, war später aber offensichtlich nicht mehr erforderlich und blieb dem Verfall preisgegeben. 1774 fand eine Restaurierung statt. Nachdem Österreich-Ungarn die Herrschaft über die Kvarner Inseln übernommen hatte, wurde er zur Verteidigung nicht mehr gebraucht. 1911 unternahm die K.k. Centralkommission zur Erforschung und Erhaltung der Baudenkmale in Wien einen Anlauf zur Reparatur der Mauern, möglicherweise auf Empfehlung des Erzherzogs Karl Stephan, der zu dieser Zeit als Ehrenbürger zeitweise in Veli Lošinj lebte und die Schirmherrschaft über den Turm übernommen hatte. Dies betraf aber nicht das Innere des Turms, so dass der Verfall fortschritt. 
1997 begann die bisher letzte Restaurierung, finanziert durch die Stadt Mali Lošinj und die italienische Provinz Venedig. Dabei wurden auch der Dachstuhl und die innere Balkenkonstruktion erneuert. Gleichzeitig wurde ein Konzept für die Gestaltung von Museum und Galerie erarbeitet. Im Jahr 2000 war der Turm erstmals wieder für die Öffentlichkeit zugänglich.

## Museum

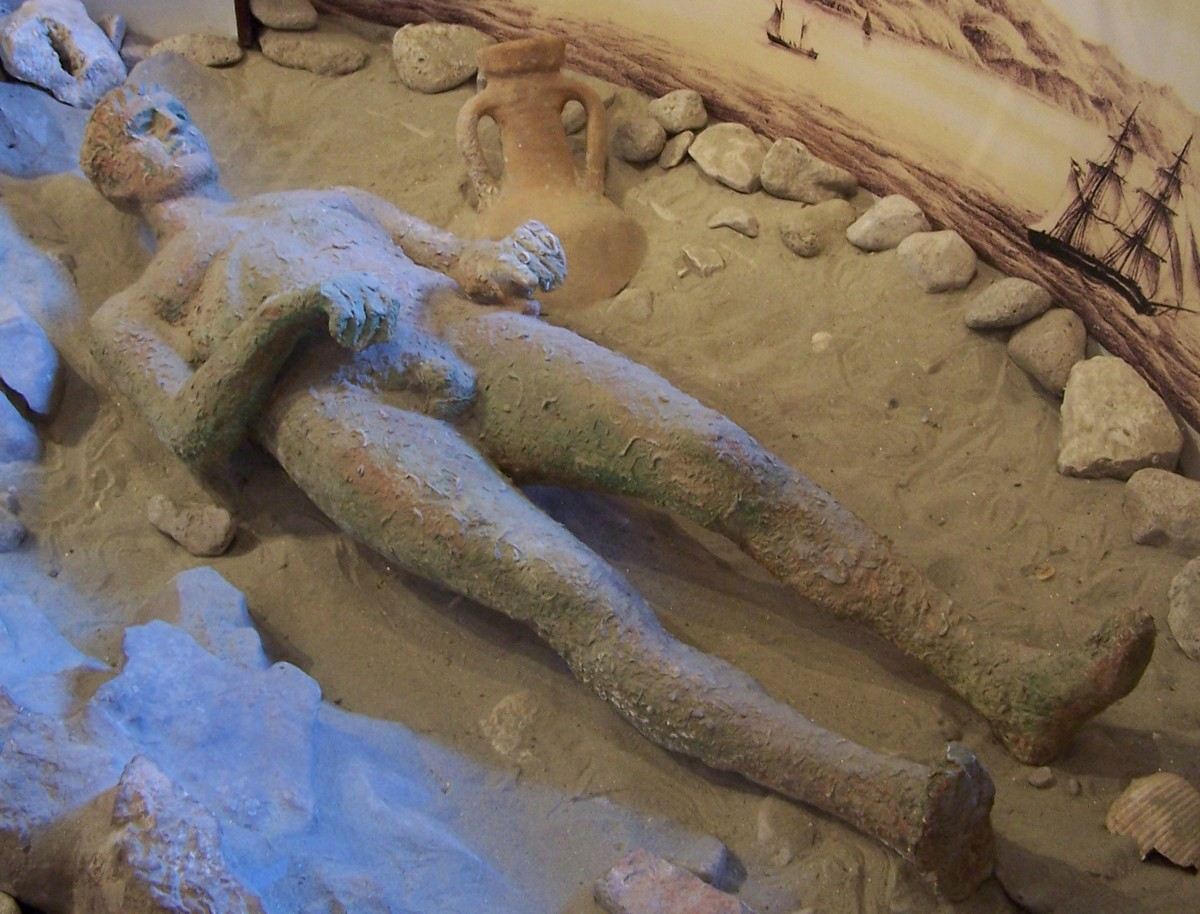
Replikat des Kroatischen Apoxyomenos in nachgestellter Auffindesituation

Die 2001 eröffnete Ausstellung umfasst 167 Quadratmeter auf mehreren Etagen.
Die Dauerausstellung wurde konzipiert als Verbindung von thematischer Präsentation und chronologischer Darstellung der Geschichte von Veli Lošinj und seiner Umgebung. Die Objekte sind in kroatischer und englischer Sprache beschrieben. 
In der dritten Etage gibt es eine Galerie, die für wechselnde Kunst- oder historisch-thematische Ausstellungen genutzt wird. Schließlich kann man die Brustwehr des Turms betreten und von dort einen Rundumblick über die Stadt und Bucht genießen. 
Ein besonderer Fund ist als Replikat im Erdgeschoss ausgestellt: eine im Jahr 1996 zwischen Veli Lošinj und der kleinen Insel Vela Orjula in 45 m Tiefe gefundene und 1999 geborgene, außergewöhnlich gut erhaltene Bronzestatue eines griechischen Athleten („Kroatischer Apoxyomenos“). Das Original ist in einem eigens dafür eingerichteten Museum in Mali Lošinj ausgestellt. Die Statue wird auf das erste oder zweite Jahrhundert v. Chr. datiert. Es ist nicht bekannt, wie die Statue ins Meer gelangte. Bisher wurden weltweit nur vier ähnliche griechische Bronzestatuen dieser Art entdeckt. 
Die erste Etage enthält Darstellungen der Geschichte Veli Lošinjs, von der Entwicklung der Besiedlung über die reiche Schiffbauer- und Seefahrertradition bis hin zur Entwicklung der Kureinrichtungen und des heutigen Tourismus.